# A Song for Tomorrow
A Song for Tomorrow è un film del 1948 diretto da Terence Fisher.

## Trama
Derek Wardell (Shaun Noble) ha avuto un'amnesia e l'ultima cosa che riesce a ricordare è la bellissima voce della cantante d'opera Helen Maxwell. Nel momento in cui riprende conoscenza, egli pensa di essere innamorato di lei. Wardell, dopo aver curato la sua amnesia, ritorna dalla sua fidanzata ed Helen ha una storia d'amore con il suo dottore.